# Guru Josh
Guru Josh, eigentlich Paul Walden (* 6. Juni 1964 auf Jersey, Kanalinseln; † 28. Dezember 2015 auf Ibiza) war ein britischer Musiker. Er erreichte Anfang der 1990er Jahre mit seiner Single Infinity Top-5-Platzierungen in Deutschland, Österreich, Großbritannien und der Schweiz. Sie hielt sich ein halbes Jahr in den deutschen Musikcharts und gilt als Klassiker der Old-School-House-Musik.

## Karriere
Paul Walden war ausgebildeter Zahnarzt. Er begann seine Karriere als Entertainer und Keyboarder in einem Nachtclub unter dem Pseudonym Syndrone. Der Erfolg seiner Debütsingle Infinity, die sich 14 Wochen in den deutschen Top 10 hielt und in den deutschen Jahrescharts Platz 9 erreichte, war zu einem guten Teil dem Saxophon von „Mad Mick“ Weston geschuldet, mit dem zusammen er das Stück geschrieben hatte. Es folgte eine weitere Hitsingle, Whose Law (Is It Anyway?), danach verloren Musikpresse und Publikum schnell das Interesse an seiner Musik. Das gleichnamige Album, Infinity, erhielt durchgehend negative Kritiken, welche insbesondere die lustlosen Coverversionen von Popcorn und Louie Louie betrafen. Als Walden dann in einem Interview auch noch die Politik der damals in Großbritannien regierenden konservativen Partei unterstützte, verlor er die Unterstützung der Raver-Szene.
1991 wechselte er in die damals noch junge Branche der Multimediaproduktion, wo er im Jahr darauf in Kooperation mit anderen Künstlern unter anderem das Projekt Dr Devious and the Wisemen forcierte (bekanntester Titel: Cyberdream) und die computeranimierte Videoreihe Dance In Cyberspace mitproduzierte.
Im Jahr 1995 erschien eine Coverversion des Klassikers Infinity von DJ Taucher. Im Jahr 2001 veröffentlichte Mike Dragon eine weitere Coverversion.
Im Jahr 1999 startete Paul Walden zusammen mit Diego Ignacio Garcia und Dave '10 inch Flipping Mental' Evans eine Werbefirma namens camouflage aerial promotions, die von ihrem damaligen Wohnort im Camping de Cala Martina in Es canar Ibiza geführt wurde. Das besondere an dieser Werbefirma war, dass mit einem Motorschirmflieger und einem Banner mit dem Namen der Disco bei Sonnenuntergang an der Küste San Antonio vor dem Café del Mar geflogen wurde. Zudem wurden auch Luftaufnahmen von Hotels und Gebäuden per Auftrag gemacht. Im Flyer wurde schon damals das Pseudonym Louis Fabrix benutzt, welches eine Mischung aus dem Vornamen von Diegos Großvater und dem von Paul, Diego und Dave erfundenen Nachnamen war.
2007 gründete Paul Walden Guru Josh Project gemeinsam mit Snakebyte (Anders Nyman) und DJ DazPerkz (Darren Bailie), der wiederum mit Sonny Vice (Erhan Yücesan) Guru Project geführt hat. Unter dem gemeinsamen Namen wurde im Jahr 2008 Infinity in einer neuen Version veröffentlicht, den Remix besorgte dabei der deutsche DJ Klaas Gerling mit zusätzlichen Vocals von Jan Löchel. Diese Version hatte europaweit großen Erfolg, unter anderem wurde sie in den belgischen, niederländischen, dänischen und französischen Singlecharts ein Nummer-eins-Hit, zusätzlich in den tschechischen Airplay-Charts und den Euro Hot 100. In Deutschland erreichte der Remix Position vier und hielt sich über 14 Monate in den Charts. Damit war die neue Version deutlich länger platziert als das Original im Jahr 1990 (26 Wochen).
Die Melodie aus Infinity erschien in einer Coverversion unter anderem bei Colours feat. Domino unter dem Titel Hold Me and Kiss Me (bzw. Holding Me Kissing Me). Im Jahr 2012 wurde eine von DJ Antoine produzierte Remix-Version von Infinity in einem Magnum-Eis-Werbespot verwendet.
Guru Josh lebte bis zu seinem Tod auf Ibiza. Der schwer drogenabhängige Musiker beging nach Angaben der britischen Boulevard-Zeitung The Sun am 28. Dezember 2015 im Alter von 51 Jahren Suizid.

## Diskografie

### Studioalben
| Jahr | Titel    | Höchstplatzierung, Gesamtwochen, AuszeichnungChartplatzierungen (Jahr, Titel, Platzierungen, Wochen, Auszeichnungen, Anmerkungen) | Höchstplatzierung, Gesamtwochen, AuszeichnungChartplatzierungen (Jahr, Titel, Platzierungen, Wochen, Auszeichnungen, Anmerkungen) | Höchstplatzierung, Gesamtwochen, AuszeichnungChartplatzierungen (Jahr, Titel, Platzierungen, Wochen, Auszeichnungen, Anmerkungen) | Höchstplatzierung, Gesamtwochen, AuszeichnungChartplatzierungen (Jahr, Titel, Platzierungen, Wochen, Auszeichnungen, Anmerkungen) | Anmerkungen                         |
| Jahr | Titel    | DE | AT | CH | UK | Anmerkungen                         |
| ---- | -------- | --- | --- | --- | --- | ----------------------------------- |
| 1990 | Infinity | DE23 (10 Wo.)DE | AT15 (10 Wo.)AT | CH22 (7 Wo.)CH | UK41 (2 Wo.)UK | Erstveröffentlichung: 29. Juli 1990 |

### Singles
| Jahr | Titel Album                                   | Höchstplatzierung, Gesamtwochen, AuszeichnungChartplatzierungen (Jahr, Titel, Album, Platzierungen, Wochen, Auszeichnungen, Anmerkungen) | Höchstplatzierung, Gesamtwochen, AuszeichnungChartplatzierungen (Jahr, Titel, Album, Platzierungen, Wochen, Auszeichnungen, Anmerkungen) | Höchstplatzierung, Gesamtwochen, AuszeichnungChartplatzierungen (Jahr, Titel, Album, Platzierungen, Wochen, Auszeichnungen, Anmerkungen) | Höchstplatzierung, Gesamtwochen, AuszeichnungChartplatzierungen (Jahr, Titel, Album, Platzierungen, Wochen, Auszeichnungen, Anmerkungen) | Anmerkungen                                                                                |
| Jahr | Titel Album                                   | DE | AT | CH | UK | Anmerkungen                                                                                |
| ---- | --------------------------------------------- | --- | --- | --- | --- | ------------------------------------------------------------------------------------------ |
| 1989 | Infinity (1990s … Time for the Guru) Infinity | DE2 Gold · (26 Wo.)DE | AT5 (23 Wo.)AT | CH4 (21 Wo.)CH | UK5 (15 Wo.)UK | Erstveröffentlichung: 18. Dezember 1989 2008 in UK erneut auf Platz 50                     |
| 1990 | Whose Law (Is It Anyway?) Infinity            | DE12 (16 Wo.)DE | AT18 (12 Wo.)AT | CH14 (9 Wo.)CH | UK26 (4 Wo.)UK | Erstveröffentlichung: 22. Juli 1990                                                        |
| 2008 | Infinity 2008 –                               | DE4 Gold · (65 Wo.)DE | AT3 (54 Wo.)AT | CH2 (85 Wo.)CH | UK3 Platin · (28 Wo.)UK | Erstveröffentlichung: 19. September 2008 als Guru Josh Project, Remix produziert von Klaas |
| 2009 | Let Me Know (Infinity) –                      | DE71 (9 Wo.)DE | — | — | — | Erstveröffentlichung: 30. Januar 2009 Copycatz presents P. Six vs. Guru Josh Project       |
| 2010 | Eternity –                                    | — | — | CH24 (10 Wo.)CH | — | Erstveröffentlichung: 14. März 2010 mit DJ Igor Blaska                                     |
| 2012 | Infinity 2012 –                               | DE14 (17 Wo.)DE | AT10 (13 Wo.)AT | CH16 (12 Wo.)CH | — | Erstveröffentlichung: 14. Mai 2012 Remix produziert von DJ Antoine und Mad Mark            |

Weitere Singles
- 1990: Freaky Dreamer
- 1990: Holographic Dreams
- 1991: Hallelujah
- 2009: Crying in the Rain (als Guru Josh Project)
- 2010: Eternity (mit DJ Igor Blaska)
- 2010: Frozen Teardrops (feat. Lauren Rose)
- 2011: Love of Life
- 2012: I Need a Miracle (mit Tom Franke vs. Coco Star)
- 2013: Ray of Sunshine
- 2018: Infinity 2018 (Klaas Remix Edit) (mit Sean Finn)

## Auszeichnungen für Musikverkäufe
| Goldene Schallplatte - Australien - 1990: für die Single Infinity - Belgien - 2008: für die Single Infinity 2008 - Italien - 2013: für die Single Infinity 2012 - Norwegen - 2008: für die Single Infinity 2008 - Schweden - 2009: für die Single Infinity 2008 | Platin-Schallplatte - Italien - 2024: für die Single Infinity 2008 - Kanada - 2017: für die Single Infinity 2008 - Neuseeland - 2011: für die Single Infinity 2008 - Niederlande - 2011: für die Single Infinity 2008 | 2× Platin-Schallplatte - Dänemark - 2009: für die Single Infinity 2008 4× Platin-Schallplatte - Spanien - 2009: für die Single Infinity 2008 Diamantene Schallplatte - Europa (Impala) - 2009: für die Single Infinity 2008 |

Anmerkung: Auszeichnungen in Ländern aus den Charttabellen bzw. Chartboxen sind in ebendiesen zu finden.
| Land/RegionAuszeichnungen für Musikverkäufe (Land/Region, Auszeichnungen, Verkäufe, Quellen) | Gold     | Platin       | Diamant  | Verkäufe  | Quellen                                                    |
| -------------------------------------------------------------------------------------------- | -------- | ------------ | -------- | --------- | ---------------------------------------------------------- |
| Australien (ARIA)                                                                            | Gold1    | —            | —        | 35.000    | aria.com.au                                                |
| Belgien (BRMA)                                                                               | Gold1    | —            | —        | 15.000    | ultratop.be                                                |
| Dänemark (IFPI)                                                                              | —        | 2× Platin2   | —        | 60.000    | hitlisten.nu                                               |
| Deutschland (BVMI)                                                                           | 2× Gold2 | —            | —        | 400.000   | musikindustrie.de                                          |
| Europa (Impala)                                                                              | —        | —            | Diamant1 | (250.000) | Einzelnachweise                                            |
| Italien (FIMI)                                                                               | Gold1    | Platin1      | —        | 115.000   | fimi.it                                                    |
| Kanada (MC)                                                                                  | —        | Platin1      | —        | 80.000    | musiccanada.com                                            |
| Neuseeland (RMNZ)                                                                            | —        | Platin1      | —        | 15.000    | radioscope.net.nz                                          |
| Niederlande (NVPI)                                                                           | —        | Platin1      | —        | 20.000    | nvpi.nl                                                    |
| Norwegen (IFPI)                                                                              | Gold1    | —            | —        | 5.000     | ifpi.no (Memento vom 5. November 2012 im Internet Archive) |
| Schweden (IFPI)                                                                              | Gold1    | —            | —        | 10.000    | sverigetopplistan.se                                       |
| Spanien (Promusicae)                                                                         | —        | 4× Platin4   | —        | 160.000   | elportaldemusica.es                                        |
| Vereinigtes Königreich (BPI)                                                                 | —        | Platin1      | —        | 600.000   | bpi.co.uk                                                  |
| Insgesamt                                                                                    | 7× Gold7 | 11× Platin11 | Diamant1 |           |                                                            |